# وییاگوای
وییاگوای (به اسپانیایی: Villaguay) شهری در کشور آرژانتین، ایالت انتره ریوز است که در سال ۲۰۰۹ میلادی، حدود ۲۹٬۱۰۳ نفر جمعیت داشته است.